# 170 a.C.
Il 170 a.C. (CLXX a.C. in numeri romani) è un anno  del II secolo a.C.

## Nati
- Lucio Accio, poeta e drammaturgo romano
- Antipatro di Sidone, letterato e poeta greco antico († 100 a.C.)
- Attalo III, sovrano († 133 a.C.)
- Quinto Cecilio Metello Balearico, politico romano
- Sempronia, nobildonna romana († 101 a.C.)